# Mário Lemos Pires

2:3 Flagge des Gouverneurs

Mário Lemos Pires (* 30. Juni 1930 in Lamego; † 22. Mai 2009 in Lissabon) war der letzte portugiesische Gouverneur der Kolonie Portugiesisch-Timor, er amtierte vom 14. November 1974 bis zum 25. April 1976. Zuletzt hatte er den Rang eines Generalmajors.

## Leben
Pires kämpfte in den portugiesischen Kolonialkriegen in Angola (1961 bis 1963) und Portugiesisch-Guinea (1969 bis 1971) unter General António de Spínola. Für seine Leistungen wurde Pires ausgezeichnet. Zwischen 1972 und 1973 erhielt er eine Ausbildung im U. S. Army Staff Training College in Fort Leavenworth/Kansas. Später brachte ihm dies Vorwürfe der linksorientierten FRETILIN ein, er wäre ein Faschist und Agent des US-Imperialismus. Diese und die spätere Behauptung, er habe Osttimor den Indonesiern ausgeliefert, weist Pires in seiner Autobiographie zurück.

### Dienst in Portugiesisch-Timor

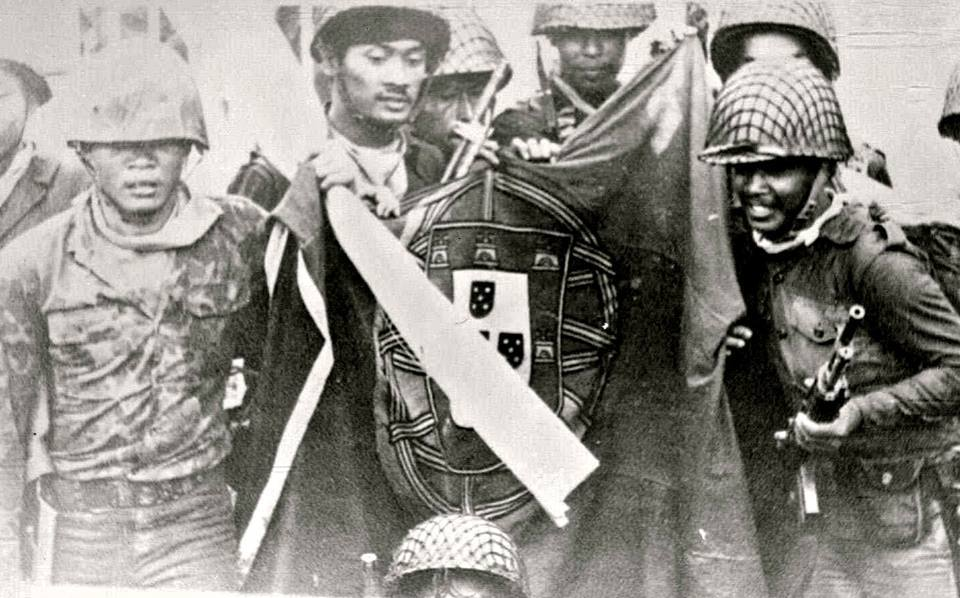
Indonesische Soldaten posieren im November 1975 im osttimoresischen Batugade mit einer erbeuteten portugiesischen Flagge

Nach der Nelkenrevolution entsandte die neue Regierung Portugals Oberst Pires als Gouverneur, um die Kolonie für die Unabhängigkeit vorzubereiten. Er traf am 18. November 1974 auf Timor ein. Eine seiner ersten Anordnungen betraf die Legalisierung von politischen Parteien, die sich bereits teilweise gegründet hatten, als Vorbereitung für freie Wahlen zu einer verfassunggebenden Versammlung. Die beiden größten Parteien FRETILIN und UDT konnte Pires zu einer Koalition bewegen. Die APODETI verweigerte die Zusammenarbeit.
Als sich aber für die anstehenden Wahlen eine Mehrheit für die FRETILIN abzeichnete, versuchte die UDT am 11. August 1975 einen Putsch gegen die gemeinsame Verwaltung mit der FRETILIN. Für Pires kam er vollkommen überraschend. Ein kurzer Bürgerkrieg zwischen UDT und FRETILIN entbrannte. Am 26./27. August evakuierte Pires alle portugiesischen Verwaltungs- und Militärangehörigen mit ihren Familien auf die der Hauptstadt Dili vorgelagerte Insel Atauro, beziehungsweise in das australische Darwin. Grund dafür war ein Telegramm aus Lissabon, das vor der Gefahr einer Geiselnahme warnte und zur Flucht auf die sichere Insel riet. Von dort aus versuchte Pires erfolglos, zwischen den Konfliktparteien zu vermitteln. Von der FRETILIN wurde er gedrängt, zurückzukehren und die Entkolonialisierung voranzutreiben, aber er bestand darauf, auf Anweisungen aus Lissabon zu warten. Schließlich setzte sich die FRETILIN im Kampf durch. Erst im Oktober erreichte die portugiesische Korvette Afonso Cerqueira Atauro und brachte Pires erste Unterstützung vom Mutterland.
Am 28. November 1975 rief die FRETILIN einseitig die Unabhängigkeit Osttimors aus, da Indonesien inzwischen damit begonnen hatte die Grenzgebiete zu besetzen. Die FRETILIN erhoffte sich durch diesen Schritt internationale Hilfe. Stattdessen begann Indonesien neun Tage später mit der Invasion in das Kernland Osttimors. Tags darauf verließ Pires mit dem Rest der portugiesischen Administration die Kolonie von Atauro aus mit Hilfe der Korvetten Afonso Cerqueira und João Roby. Osttimor blieb 24 Jahre von Indonesien lang besetzt. Weder die Unabhängigkeitserklärung noch die Annexion wurden international anerkannt. Das Land blieb bis zu seiner endgültigen Unabhängigkeit 2002 offiziell weiterhin portugiesisches Territorium.

## Veröffentlichungen
- Mário Lemos Pires: Descolonização de Timor: Missão imposível?, Lissabon, Publicações Dom Quixote, 1991.